# Jos Koop
Pour les articles homonymes, voir Koop.
Jos Koop, né le 16 août 1988 à Delft, est un coureur cycliste néerlandais.

## Palmarès et résultats

### Palmarès par année
- 2015
  - 9e étape du Tour du lac Poyang
  - 2e étape du Tour de Bornéo
- 2016
  - Trofeu Joan Escolà
- 2017
  - 2e du championnat des Pays-Bas des élites sans contrat
- 2018
  - 7e étape du Tour du Sénégal

### Classements mondiaux
| Année           | 2015 | 2016 | 2017 | 2018 |
| --------------- | ---- | ---- | ---- | ---- |
| UCI Asia Tour   | 127e |      |      |      |
| UCI Africa Tour |      |      |      | 130e |